# Harriet Randolph Hyatt Mayor
Harriet Randolph Hyatt Mayor est une artiste et sculptrice américaine née le 25 avril 1868 à Salem au Massachusetts et morte le 1er janvier 1960 à Bethel au Connecticut. Entre autres travaux, elle a notamment contribué significativement à l'Exposition universelle de 1893.

## Biographie
Harriet Randolph Hyatt est née à Salem au Massachusetts en 1868. Elle est la fille d'Aubella Beebe Hyatt et d'Alpheus Hyatt, un éminent paléontologue.
Après avoir voyagé à l’étranger avec sa famille à un âge précoce, elle commence à montrer des tendances artistiques. Elle étudie l'art et la sculpture à Boston dans les cours d'Henry H. Kitson et Dennis Bunker. Elle encourage sa sœur, Anna Hyatt Huntington, à la rejoindre dans la sculpture et elle deviendra l'une des sculptrices les plus influentes de sa génération,.
L'Exposition universelle de 1893 présente un large panel de sculpteurs américains, et Hyatt y expose une œuvre : Head of Laughing Girl. Elle reçoit une médaille d'argent à la Cotton States and International Exposition de 1895 à Atlanta. Elle expose également son travail à New York, Philadelphie, Boston, Salon-de-Provence et Paris à partir de 1908.
Harriet se marie en 1990 au scientifique naturaliste Alfred Goldsbourough Mayor, le fils du physicien Alfred M. Mayor. Le couple a quatre enfants : A. Hyatt, Katharine, Brantz et Barbara. Son arrière-petite-fille est l'actrice Yeardley Smith.
En 1912, Harriet souffre d'une forme bégnine de tuberculose et part à l'étranger avec ses enfants. Elle quitte l'Allemagne peu de temps avant le début de la Première Guerre mondiale. Après la mort de son mari en 1922, Harriet passe du temps à voyager en Europe et devient active au sein de la société des Filles de la Révolution américaine, en tant que régente du groupuscule de Princeton au New Jersey. L'association a contribué à son intérêt pour la généaologie et elle faire des études sur les arbres généalogiques des Hyatt et des Mayor. Elle vit la plupart de ses dernières années à Princeton, ne partant vivre avec sa sœur Anna, qu'au cours de la dernière année de sa vie.
Elle décède au domaine Huntington à Bethel au Connecticut, le 1er janvier 1960 à l'âge de 92 ans.